# سندرم رامسی هانت

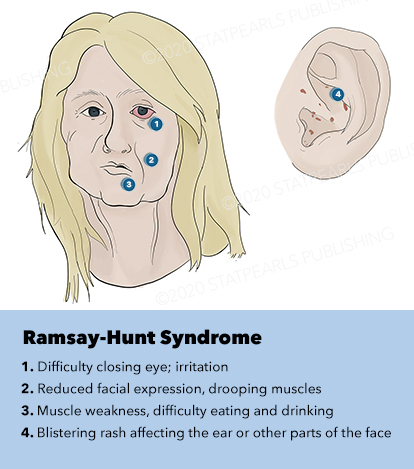
سندرم رامسی هانت

سندرم رامسی هانت به سه سندرم مختلف عصبی گفته می‌شود:

۱.سندرم رامسی هانت نوع یک: که سندرم مخچه رامسی هانت نیز نامیده می‌شود، یک شکل نادر از فساد مخچه که شامل آتاکسی پیشرونده، لرزش و زوال عقل است.

۲.سندرم رامسی هانت نوع دو: فعال شدن مجدد هرپس زوستر است که موجب ضایعات نرون‌های پایین‌تر از عصب صورت، ناشنوایی، سرگیجه و درد می‌باشد.در این بیماری سه گانهٔ فلج همان طرف صورت، درد گوش و تاول در صورت یا در گوش از علائم رایج است.

۳. سندرم رامسی هانت نوع سه: یک بیماری کمتر اشاره شده است که یک پلی‌نوریت شغلی می‌باشد. همچنین به نام‌های بیماری هانت یا فلج صنعتگر نیز معروف است.